# Liste du patrimoine mondial en Syrie

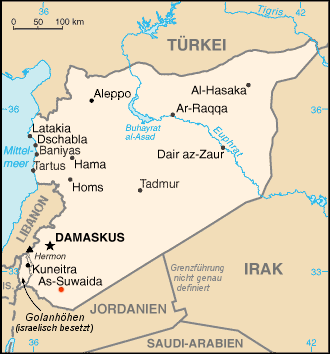
Carte de la Syrie

Cet article recense les sites historiques  inscrits par l'UNESCO au patrimoine mondial en Syrie.

## Contexte
Le 13 août 1975, la Syrie a accepté la Convention pour la protection du patrimoine mondial, culturel et naturel . La Syrie est dénommée République arabe syrienne, par l'UNESCO. Le premier des six grands sites syrien protégés a été inscrit et classé en 1979 et le dernier en 2011.
Ces dernières années, le pays a également soumis à la liste indicative du patrimoine mondial, douze autres sites à haute valeur culturelle.
Depuis le 20 juin 2013, et à la suite de la guerre civile en cours, les sept sites syriens classés et fortement menacés, ont été placés d'urgence sur la liste du patrimoine mondial en péril. 

## Listes

### Patrimoine mondial
| Site                                       | Gouvernorat     | Type                                   | Date | Superficie (ha) | Lien | Notes                 | Coordonnées                       | Illus. |
| ------------------------------------------ | --------------- | -------------------------------------- | ---- | --------------- | ---- | --------------------- | --------------------------------- | ------ |
| Vieille ville d'Alep                       | Alep            | Culturel, (iii), (iv)                  | 1986 | 364             | 21   | En péril depuis 2013. | 36° 13′ 59″ nord, 37° 10′ 01″ est |        |
| Ancienne ville de Bosra                    | Deraa           | Culturel, (i), (iii), (vi)             | 1980 |                 | 22   | En péril depuis 2013. | 32° 31′ 05″ nord, 36° 28′ 55″ est |        |
| Ancienne ville de Damas                    | Damas           | Culturel, (i), (ii), (iii), (iv), (vi) | 1979 | 86              | 20   | En péril depuis 2013. | 33° 30′ 40″ nord, 36° 18′ 22″ est |        |
| Crac des Chevaliers et Qal'at Salah El-Din | Homs, Lattaquié | Culturel, (ii), (iv)                   | 2006 | 8,87            | 1229 | En péril depuis 2013. | 34° 46′ 55″ nord, 36° 15′ 47″ est |        |
| Site de Palmyre                            | Homs            | Culturel, (i), (ii), (iv)              | 1980 | 0,36            | 23   | En péril depuis 2013. | 34° 33′ 14″ nord, 38° 16′ 01″ est |        |
| Villages antiques du Nord de la Syrie      | Alep, Idleb     | Culturel, (iii), (iv), (v)             | 2011 | 12 290          | 1348 | En péril depuis 2013. | 36° 20′ 02″ nord, 36° 50′ 38″ est |        |

### Liste indicative
Les douze sites suivants sont inscrits sur la liste indicative (en demande de classement).
| Site                                                     | Gouvernorat | Type                 | Date | Superficie (ha) | Lien | Notes | Coordonnées                       | Illus. |
| -------------------------------------------------------- | ----------- | -------------------- | ---- | --------------- | ---- | ----- | --------------------------------- | ------ |
| Apamée (Afamia)                                          | Hama        | Culturel (iv)        | 1999 |                 | 1297 |       | 35° 25′ 01″ nord, 36° 22′ 59″ est |        |
| Dura-Europos                                             | Deir ez-Zor | Culturel (ii), (iv)  | 1999 |                 | 1295 |       | 34° 44′ 49″ nord, 40° 43′ 52″ est |        |
| Ebla (Tell Mardikh)                                      | Idleb       | Culturel (iii), (vi) | 1999 |                 | 1293 |       | 35° 47′ 53″ nord, 36° 47′ 56″ est |        |
| L'île d'Arouad                                           | Tartous     | Culturel (ii), (v)   | 1999 |                 | 1303 |       | 34° 51′ 22″ nord, 35° 51′ 32″ est |        |
| Maaloula                                                 | Rif Dimachq | Culturel (v), (vi)   | 1999 |                 | 1299 |       | 33° 49′ 59″ nord, 36° 33′ 00″ est |        |
| Mari (Tell Hariri)                                       | Deir ez-Zor | Culturel (iii), (vi) | 1999 |                 | 1294 |       | 34° 33′ 04″ nord, 40° 53′ 17″ est |        |
| Norias de Hama                                           | Hama        | Culturel (i), (iv)   | 1999 |                 | 1291 |       | 35° 07′ 59″ nord, 36° 45′ 00″ est |        |
| Ougarit (Tell Shamra)                                    | Lattaquié   | Culturel (iii), (vi) | 1999 |                 | 1292 |       | 35° 36′ 07″ nord, 35° 46′ 55″ est |        |
| Raqqa-Ràfiqa : la cité abbasside                         | Racca       | Culturel (ii)        | 1999 |                 | 1302 |       | 35° 57′ 00″ nord, 39° 01′ 01″ est |        |
| Sites de Mari et Dura-Europos de la vallée de l'Euphrate | Deir ez-Zor | Culturel (ii), (iii) | 2011 |                 | 5702 |       |                                   |        |
| Tartous : la cité-citadelle des Croisés                  | Tartous     | Culturel (ii), (iv)  | 1999 |                 | 1301 |       | 34° 52′ 59″ nord, 35° 52′ 59″ est |        |
| Un château du désert : Qasr al-Hayr al-Sharqi            | Deir ez-Zor | Culturel (iv)        | 1999 |                 | 1298 |       | 35° 04′ 26″ nord, 39° 04′ 16″ est |        |